# Internationalization Tag Set
Die Spezifikation Internationalization Tag Set (ITS) ist eine Menge von Attributen und Elementen, um Internationalisierung und Lokalisierung in XML-Dokumenten zu unterstützen.
Die ITS-Spezifikation identifiziert Konzepte, „ITS data categories“ genannt, die wichtig für die Internationalisierung und Lokalisierung sind. Sie definiert ebenso Implementierungen dieses Konzepte durch einen Satz von Elementen und Attributen, die an den ITS-Namensraum gebunden sind. XML-Entwickler können diesen Namensraum nutzen, um Internationalisierungsfähigkeiten direkt in ihr XML-Schema oder Dokument zu integrieren.

## Übersicht
ITS v1.0 enthält sieben Datenkategorien:
TranslateDefiniert die Teile des Dokuments, die zu übersetzen oder nicht zu übersetzenden sind.
Localization NoteEnthält Warnungen, Hinweise, Anleitungen und andere Informationen, die dem Lokalisierer oder Übersetzer helfen.
TerminologyZeigt an, dass Teile des Dokuments Begriffe sind und Zeiger auf Informationen über diese Begriffe
DirectionalityDeutet an, welche Art der Schreibrichtung für Teile des Dokuments angewendet werden
RubyZeigt an, welche Teile des Dokuments als Ruby Text angezeigt werden
Language InformationIdentifiziert die Sprache für verschiedene Teile des Dokuments.
Elements Within TextZeigt an, wie Elemente behandelt werden in Bezug auf linguistische Aufteilung.
Das ITS-Vokabular hatte zwei Designziele: Zum einen, um innerhalb eines XML-Dokuments direkt ITS-Markup zu verwenden. Zum anderen, um eine Methode zu empfehlen, falls es Teile eines entsprechenden Markups gibt, die mit einer ITS-Datenkategorie korrespondieren und als solches von einem ITS Prozessor behandelt werden.
ITS kann sowohl auf neue Dokumenttypen als auch auf schon vorhandene angewendet werden. Es trifft ebenso auf Markup ohne irgendwelche Internationalisierungsmerkmale zu, als auch auf Dokumente die schon entsprechende Internationalisierungs- oder Lokalisierungsfunktionen unterstützen.
ITS unterteilt in globale Regeln und lokale Regeln:
- Die globalen Regeln werden irgendwo im Dokument ausgedrückt (eingebettete globale Regeln) oder außerhalb des Dokuments (externe globale Regeln). Ausgedrückt werden sie durch das its:rule-Element.
- Die lokalen Regeln werden durch spezialisierte Attribute ausgedrückt (manchmal auch Elemente), angegeben innerhalb der Dokumenteninstanz an einer Stelle an der sie zutreffen.